# Martini Trade Park
Het Martini Trade Park (MTP) is een kantorenpark in het westen van de Nederlandse stad Groningen. Het kantorenpark ligt nabij het Knooppunt Julianaplein, tegenover het Martiniplaza en ten zuiden van het Stadspark. Het kantorenpark vormt samen met het Martiniplaza, de bedrijfspanden aan weerszijden daarvan en het Gasuniegebouw aan westzijde een buurt van de wijk Oud-Zuid.

## Geschiedenis

### Bouw
Het initiatief voor het kantorenpark kwam begin jaren 1980 van een aantal makelaars en projectontwikkelaars en hingen samen met de vestiging van het Noordelijk Trade Center, een locatie voor het afsluiten van contracten tussen overheid, bedrijfsleven en adviesbureaus. Een van de achtergronden hiervan was dat bedrijven die zaken deden met Scandinavische bedrijven hier een kans zagen om hier contracten af te sluiten met overheden en bedrijfsleven aldaar nu de oprichting van de Europese Unie leek te leiden tot een wijziging in de manier van zakendoen. De locatie in Groningen lag daarbij in hun ogen centraal tussen Scandinavië en (West-)Duitsland.
In 1988 sloten de gemeente Groningen en de ontwikkelingsmaatschappij van Volker Stevin een overeenkomst voor de realisatie van het kantorencomplex. De ambitie was om het de noordelijke tegenhanger van het WTC in Amsterdam te maken. In de eerste fase werd ingezet op de realisatie van twee panden met ongeveer 10.000 vierkante meter kantoorruimte met ertussen tegenover de ingang van het Martinihal een 'American Plaza' met ondergrondse en bovengrondse parkeerruimte voor met name auto's en de mogelijkheid voor het houden van manifestaties. In de plannen werd al snel uitgebreid naar 40.000 vierkante meter, waarbij ook een deel van het terrein van het IJsstadion Stadspark (de stadsijsbaan) erachter werd bebouwd. Om het kantorenpark aan te sluiten op het rijkswegennet (A7 en A28) werd een aparte verkeersaansluiting gerealiseerd op de westelijke ringweg. In 1990 werd de eerste fase van het plan opgeleverd. In 1991 kwam de parkeergarage gereed. Omdat bedrijven vreesden voor een gebrek aan parkeergelegenheid, werd ook de rest van het terrein tussen de gebouwen ingericht als parkeerterrein.
Het kantorenpark was meteen een succes. Nog voor de voltooiing zat het al vol en al in 1990 kon met de tweede fase begonnen worden. De derde en vierde fase op het ijsbaanterrein werden echter vertraagd door een latere oplevering van een nieuw ijsbaancentrum in Kardinge. Nadat deze in 1993 opende, werden ook fasen 3 en 4 gerealiseerd achter de eerste twee gebouwencomplexen. Tegelijkertijd hiermee werd erachter het Voorpark van het Stadspark gerealiseerd aan weerszijden van de Concourslaan. In totaal werden er tot ca. 2000 15 gebouwen neergezet. Tot de bedrijven die zich hier vestigden behoorden het Noordelijk Trade Center, het Noordelijke Technisch Wegenbouwcentrum, Sociale Verzekeringsbank, Tebodin, Kamer van Koophandel, Moret, Ernst & Young, Sociaal Fonds Bouwnijverheid, FNV, de Uitvoeringsinstelling Sociale Zekerheid voor Overheid en Onderwijs (USZO, later opgegaan in het UWV). In totaal kwamen er ongeveer 3000 mensen te werken.

### Leegstand en revitalisatie
Een paar jaar na de voltooiing sloeg de kantorenmarkt om: een aantal grote bedrijven verhuisde naar elders en de grote kantoorruimten van het MTP waren niet langer in trek. Er ontstond daardoor steeds meer leegstand. In 2010 stond de helft van de panden leeg. Dat jaar werd besloten tot een ander kantoorbeleid. Voor het MTP betekende dit dat er gekeken werd naar het revitaliseren van het kantorenpark. Daarbij werd ook gekeken naar het verruimen van de mogelijkheden voor een hotel, horeca en detailhandel. In 2018 was de leegstand grotendeels weer opgelost. Toch werd in een visiestuk gesteld dat het MTP geen 'identiteit' had en last had van concurrentie van andere bedrijvenparken. Dat jaar besloot overburen Martiniplaza om zich met het kantorenpark te gaan bemoeien. Er werd een architect aangetrokken om een plan te maken om de bestaande parkeerterreinen te vergroenen en het Stadspark zo door te trekken tot voor de ingang van het evenementencentrum. In 2020 schaarde de gemeente zich achter dit plan en koppelde het aan de herontwikkeling van het Stationsgebied: zij reserveerde ook gelden voor de realisatie van een groene wandelroute vanaf het station via de Parkweg naar de evenementenlocatie op de toenmalige drafbaan. Martiniplaza kocht in 2021 de parkeergarage aan van het Martini Trade Park om deze sneller te kunnen vergroenen.
1. ↑  Inclusief het A-kwartier, Academiekwartier, Bisschopskwartier en Ebbingekluft
2. ↑  Inclusief Ruskenveen
3. ↑  Euvelgunne en Roodehaan zijn onderdeel van de MEER-dorpen, maar vallen onder de wijk Zuidoost
4. ↑  Inclusief de subbuurten De Wierden (waaronder het bouwblok Heemwerd), Rietlanden en Reitdiephaven
5. ↑  Voorheen Korrewegwijk genoemd
6. ↑  Voorheen Korrewegbuurt genoemd